# Вивільга смугасточерева
Вивільга смугасточерева (Oriolus xanthonotus) — вид співочих птахів родини вивільгових (Oriolidae).

## Поширення
Вид поширений в Південно-Східній Азії. Трапляється на півдні Таїланду, в Малайзії, на Великих Зондських островах, на острові Палаван і суміжних островах (Філіппіни). Природним середовищем існування є субтропічні або тропічні вологі низинні ліси.

## Опис
Довжина тіла близько 19 см, вага 30–48 г. Самці мають чорну голову, крила і махові пера (останні з жовтими кінчиками), жовту спину, темно-плямистий кремовий живіт, червоно-чорні очі, сірі ноги. Самиці відрізняються сіро-коричневими головою та спиною та темнішими очима.

## Підвиди
Містить чотири підвиди:
- O. x. xanthonotus Horsfield, 1821 - на Малайському півострові, Суматрі, Яві та південно-західному Борнео;
- O. x. mentawi Chasen & Kloss, 1926 - Ментавайські острови;
- O. x. consobrinus Ramsay, RGW, 1880 - Калімантан;
- O. x. persuasus Bangs, 1922 - західні Філіппіни.